# Comuna Mlînok, Onufriivka
Mlînok (în ucraineană Млинок) este o comună în raionul Onufriivka, regiunea Kirovohrad, Ucraina, formată din satele Mlînok (reședința), Morozivka, Peatomîkolaiivka și Petrivka.

## Demografie
Componența lingvistică a comunei Mlînok
     Ucraineană (96,66%)
     Rusă (2,88%)
     Alte limbi (0,47%)
Conform recensământului din 2001, majoritatea populației comunei Mlînok era vorbitoare de ucraineană (96,66%), existând în minoritate și vorbitori de rusă (2,88%).